# Zhao Tingyang
Zhao Tingyang, en chinois traditionnel : 赵汀阳, né en 1961 dans la province du Guangdong, est un philosophe politique chinois, chercheur à l'Institut de philosophie de l'Académie chinoise des sciences sociales, ayant développé le concept du Céleste Empire,.